# Adolf Ax
Adolf Ax (23. června 1906 – 6. února 1983) byl německý důstojník Waffen-SS v hodnosti SS-Oberführer (starší plukovník) za druhé světové války. Zároveň byl nositelem vysoce ceněného rytířského kříže železného kříže.

## Mládí a předválečná éra
Narodil se 23. června roku 1906 v Mouscronu v západních Flandrech v Belgii jako syn textilního dělníka. Po dokončení základního vzdělání na německé škole v Bruselu zahájil studium na státním reálném gymnáziu ve Wiesbadenu. Po dokončení studoval práva na univerzitách ve Freiburgu a poté i ve Vídni, ale studia nedokončil.
Dne 29. října 1930 vstoupil do SS a k 1. prosinci ještě téhož roku zároveň i do NSDAP. U SS byl zařazen k počátku následujícího roku jako SS-Mann k 1. rotě z I. praporu u 2. pluku SS (SS-Standarte 2), kde zůstal až do 24. dubna roku 1934. Během tohoto působení u jednotky se propracoval až do hodnosti SS-Obersturmführera (Nadporučíka SS) a do funkce velitele čety.
Ke konci dubna roku 1934 opustil svojí jednotku a následně byl převelen ke XI. úseku SS (SS-Abschnitt XI), kde působil jako důstojník se speciálními povinnostmi až do 17. května následujícího roku, kdy vstoupil do SS-Verfügungstruppe (předchůdce Waffen-SS).
Poté absolvoval několik výcvikových kurzů a škol (Policejní škola v Postupimi, škola říšských vůdců a výcvikový kurz XI. úseku SS).

## Období druhé světové války
Počátkem září roku 1939 působil jako velitel oddílu u Panzerjäger-Abteilung der SS-VT avšak dne 20. října téhož roku se oddíl Panzerjäger-Abteilung der SS-VT připojil k budoucí divizi Das Reich. Ve stejný den se oženil.
Během prosince roku 1940 se zúčastnil kurzu pancéřového vojska ve výcvikovém středisku ve Wünsdorfu. Zároveň absolvoval výcvikový rychlokurz pro velitele praporu u 29. pěší divize a stal se velitelem 3. praporu 11. pěší divize SS.
Od prosince roku 1941 do března roku 1942 byl hospitalizován v nemocnici v Berlíně, kvůli problémům s nosními dutinami. Po zotavení byl jmenován do funkce velitele výcvikového střediska SS-Panzerjäger ve městě Hilversum v Nizozemí. V Holandsku zůstal ještě trochu déle a působil i jako náčelník štábu velení jednotek SS na území Nizozemí. Ve funkci náčelníka štábu působil i u štábu vrchního velení na východním pobřeží v Mecklenburgu.
Poté působil jako náčelník štábu u XVI. armádního sboru SS pod velením SS-Obergruppenführera Karla-Maria Demelhubera, který jej dokonce navrhl na rytířský kříž.
Dne 26. ledna roku 1945 se stal velitelem divize u 15. Waffen-Grenadier Division der SS (lettische Nr. 1) a nahrazuje SS-Oberführer Dr. Eduarda Deisenhofera, který padl v boji. Na této pozici vydrží až do 15. února téhož roku, kdy je vystřídán SS-Brigadeführerem Karlem Burkem.
Jeho dalším působištěm se stala 32. SS-Panzergrenadier Division „30. Januar“, kde ve velení vystřídal SS-Brigadeführera Joachima Richtera. Zde setrval pouze do 15. března a byl opět střídán. Tentokrát SS-Standartenführerem Hansem Kempinem. Jeho poslední zastávkou se stal opět výcvikový kurz v Bad Wiessee, kde si měl zdokonalit své velitelské schopnosti. Zde zůstal až do začátku května, kdy byl zajat americkými jednotkami. Ze zajetí byl propuštěn dne 8. května roku 1948.

## Závěr
Po válce žil ve městě Wiesbaden, kde také 6. února roku 1983 zemřel ve věku 77 let. Jednalo se o excelentního štábního důstojníka, avšak na velitele divize měl slabé vojenské zkušenosti.[zdroj?]

## Shrnutí vojenské kariéry

### Data povýšení
- SS-Anwärter – 29. října, 1930
- SS-Mann – 1. ledna, 1931
- SS-Truppführer – 20. listopadu, 1931
- SS-Sturmführer – 27. ledna, 1932
- SS-Obersturmführer – 9. listopadu, 1933
- SS-Hauptsturmführer – 9. listopadu, 1936
- SS-Sturmbannführer – 25. května, 1940
- SS-Obersturmbannführer – 9. listopadu, 1942
- SS-Standartenführer – 22. listopadu, 1943
- SS-Oberführer – 21. prosince, 1944

### Přehled vyznamenání
- Rytířský kříž železného kříže – 9. květen, 1945
- Železný kříž II. třídy – 27. květen, 1940
- Železný kříž I. třídy – 24. červen, 1940
- Válečný záslužný kříž s meči I. třídy – 30. leden, 1944
- Válečný záslužný kříž s meči II. třídy – 1942
- Medaile za východní frontu
- Medaile za Anschluss
- Sudetská pamětní medaile
- Služební vyznamenání SS
- Služební vyznamenání NSDAP ve stříbře
- Služební vyznamenání NSDAP v bronzu
- Říšský sportovní odznak
- Sportovní odznak SA v bronzu
- Čestná dýka Reichsführera-SS
- Umrlčí prsten SS